# Pięciobój lotniczy na Światowych Wojskowych Igrzyskach Sportowych 2011
Pięciobój lotniczy na Światowych Wojskowych Igrzyskach Sportowych 2011 – zawody, które odbywały się w brazylijskim Rio de Janeiro w dniach 17 – 21 lipca 2011 roku podczas światowych igrzysk wojskowych. Zawody odbyły się m.in. na obiektach Universidade da Força Aérea, Base Aérea de Santa Cruz, Centro Nacional de Tiro Esportivo Tenente Guilherme Paraense, Círculo Militar, Centro de Treinamento Manoel Gomes Tubino.

## Harmonogram
| Lipiec 2011        | 16 So | 17 Nd | 18 Pn | 19 Wt | 20 Śr | 21 Cz | 22 Pt | 23 So | 24 Nd |
| ------------------ | ----- | ----- | ----- | ----- | ----- | ----- | ----- | ----- | ----- |
| Pięciobój lotniczy |       | 1     |       |       |       | 2     |       |       |       |

Legenda
|  | Dzień zawodów |  | Finał (ilość) |

## Konkurencje
- Mężczyźni – indywidualnie, drużynowo
- Nawigacja lotnicza – po trójkącie na małej wysokości

W skład pięcioboju lotniczego wchodzą
- bieg na orientację (posługując się mapą i kompasem)
- piłka koszykowa (drybling i rzuty do kosza)
- pływanie
- strzelanie (pistolet)
- szermierka

## Medaliści
| Konkurencja        | Złoto                     | Złoto | Srebro                      | Srebro | Brąz                         | Brąz  |
| Konkurencja        | Drużyna / Zawodnik        | Wynik | Drużyna / Zawodnik          | Wynik  | Drużyna / Zawodnik           | Wynik |
| Nawigacja lotnicza | Alexis Palácios · Ekwador | 2650  | Gokhan Esen · Turcja        |        | Markku Vihersalo · Finlandia |       |
| Indywidualnie      | Eduardo Utzig · Brazylia  |       | André Kuroswiski · Brazylia |        | Rafael Xavier · Brazylia     |       |
| Drużynowo          | Brazylia ·                |       | Turcja ·                    |        | Finlandia ·                  |       |

## Klasyfikacja medalowa
* Gospodarz zawodów został zaznaczony tym kolorem.
| Miejsce            | Reprezentacja      | Złoto | Srebro | Brąz | Razem |
|                    |                    |       |        |      |       |
| 1                  | Brazylia *         | 2     | 1      | 1    | 4     |
| 2                  | Ekwador            | 1     | 0      | 0    | 1     |
| 3                  | Turcja             | 0     | 2      | 0    | 2     |
| 4                  | Finlandia          | 0     | 0      | 2    | 2     |
| Ogółem (4 państwa) | Ogółem (4 państwa) | 3     | 3      | 3    | 9     |